# NWA Cargo
NWA Cargo was de vrachtdivisie van Northwest Airlines, Inc., totdat Delta Air Lines, Inc. het moederbedrijf in 2008 overnam. NWA Cargo werd geïntegreerd in Delta Cargo. De vloot bestaat uit Boeing 747's.
De luchtvaartmaatschappij is een van de grootste ter wereld en is de grootste van de Verenigde Staten. Tot 2008 was DHL NWA Cargo's grootste klant, de samenwerking werd echter stopgezet, waardoor Northwest Airlines genoodzaakt was de vrachtdivisie te comprimeren. Op 31 december 2009 is de thuisbasis van NWA Cargo in Alaska gesloten, de bedoeling was dat trans-Pacifische vracht vaker via reguliere passagierstoestellen worden vervoerd. De reden hiervoor waren bezuinigingen in verband met de Kredietcrisis en de hoge leeftijd van de vrachtvloot.